# Friedrich Bruns

Friedrich Bruns

Friedrich Christian Heinrich Bruns (* 6. Oktober 1862 in Lübeck; † 8. November 1945 ebenda) war ein deutscher Hansehistoriker.

## Leben
Friedrich Bruns entstammte einer Lübecker Familie der Stecknitzfahrer und legte sein Abitur Ostern 1883 am Katharineum ab. Er studierte Geschichte an der Universität Marburg und wurde dort 1889 zum Dr. phil. promoviert. Danach kehrte er nach Lübeck zurück und arbeitete im Auftrage des Hansischen Geschichtsvereins bis 1893 am 4. Band des hansischen Urkundenbuchs vorbereitend mit. 1894 trat er in den Dienst der Hansestadt Lübeck und leitete bis zu seinem Ruhestand das Büro der Lübecker Bürgerschaft und des Bürgerausschusses, zunächst als Protokollführer, ab 1921 mit dem Titel eines Syndikus der Bürgerschaft bis zu seinem Ruhestand 1928. Neben seiner eigentlichen Tätigkeit als „Parlamentsdirektor“ eines der kleineren deutschen Landesparlamente verbrachte er die meiste Zeit im Archiv der Hansestadt Lübeck und ging als Wirtschaftshistoriker, von seinem Marburger Lehrer Max Lenz zur Quellenforschung angeleitet, seinen drei großen Interessengebieten nach, der Verbindung der Lübecker Bau- und Kunstdenkmäler mit den reichhaltigen Quellenbeständen des Archivs, die in die von der Lübecker Baubehörde herausgegebene Ausgabe Eingang fanden, die Hansischen Handelswege und Norwegen mit den Bergenfahrern, dem Kontor der Hanse auf der Bryggen in Bergen. In diesen großen Zusammenhängen befasste er sich auch eingehend mit den Lübecker Chroniken und arbeitete nicht nur über die Chronisten biographisch. Seine zahlreichen Aufsätze streifen auch die von Lübeck ausgehende mittelalterliche bildende Kunst mit Künstlern wie Bernt Notke oder Hans Kemmer bis hin zu den frühen Erzeugnissen des Lübecker Buchdrucks der Inkunabelzeit. Friedrich Bruns war Mitglied der Lübecker Freimaurerloge Zur Weltkugel.
Als Mitarbeiter der Lübeckischen Blätter erschienen seine Artikel unter der Chiffre 85.
Sein umfangreicher Nachlass befindet sich im Archiv der Hansestadt Lübeck. Die Auswertung dauert an, so dass auch noch nach seinem Tod Werke von ihm erschienen. Zuletzt 1962 bis 1968 post mortem die Hansischen Handelsstraßen in drei Bänden in der Bearbeitung von Hugo Weczerka.

## Schriften
- Die Vertreibung Herzog Heinrichs von Braunschweig durch den Schmalkaldischen Bund, Marburg 1889 (Dissertation)
- Verfassungsgeschichte des Lübeckischen Freistaats 1848–1898, Lübeck 1898
- Die Lübecker Bergenfahrer und ihre Chronistik, Berlin 1900 (Digitalisat)
- mit Gustav Schaumann: Die Bau- und Kunstdenkmäler der Freien und Hansestadt Lübeck. Hrsg. von der Baudeputation. Band 2, Teil 1: St. Petri. Nöhring, Lübeck 1906 (Digitalisat)
- mit Gustav Schaumann: Die Bau- und Kunstdenkmäler der Freien und Hansestadt Lübeck. Hrsg. von der Baudeputation. Band 2, Teil 2: Die Marienkirche. Nöhring, Lübeck 1906 (Digitalisat)
- mit Johannes Baltzer: Die Bau- und Kunstdenkmäler der Hansestadt Lübeck / Bd. 3, Teil 1. Die Kirche zu Alt-Lübeck; Der Dom, Lübeck 1919 (Digitalisat)
- mit Johannes Baltzer: Die Bau- und Kunstdenkmäler der Hansestadt Lübeck / Bd. 3, Teil 2. Jakobikirche; Ägidienkirche, Lübeck 1919 (Digitalisat (am Anfang Titelei, Vorwort und Inhaltsverzeichnis gesamter Band 3, Kirche zu Alt-Lübeck. Dom. Jakobikirche. Agidienkirche, mit Erscheinungsjahr 1920))
- mit Johannes Baltzer: Die Bau- und Kunstdenkmäler der Freien und Hansestadt Lübeck / Bd. 4. Die Klöster [u. a.], 2001, Unveränd. Nachdr. [der Ausg.] Lübeck, Nöhring, 1928
- Die älteren lübschen Ratslinien. In: Zeitschrift für Lübeckische Geschichte. Bd. 27 (1933), S. 31–99.
- Lübecker Ratssitzungen in früheren Jahrhunderten. In: Die Heimat. Monatsschrift des Vereins zur Pflege der Natur- und Landeskunde in Nordelbingen. Bd. 45 (1935), Heft 6, Juni 1935, S. 192–196 (Digitalisat).
- Die Lübecker Syndiker und Ratssekretäre bis zur Verfassungsänderung von 1851. In: Zeitschrift für Lübeckische Geschichte. Bd. 29 (1938), S. 91–168.
- Die Sekretäre des Deutschen Kontors zu Bergen, Verlag John Grieg, Bergen 1939.
- Der Lübecker Rat. Zusammensetzung, Ergänzung und Geschäftsführung von den Anfängen bis ins 19. Jahrhundert. In: Zeitschrift für Lübeckische Geschichte. Bd. 32 (1951), S. 1–69.

## Mitgliedschaften
- Hansischer Geschichtsverein (seit 1895)
- Verein für Lübeckische Geschichte und Altertumskunde (Ehrenmitglied)